# Casali (famiglia cortonese)

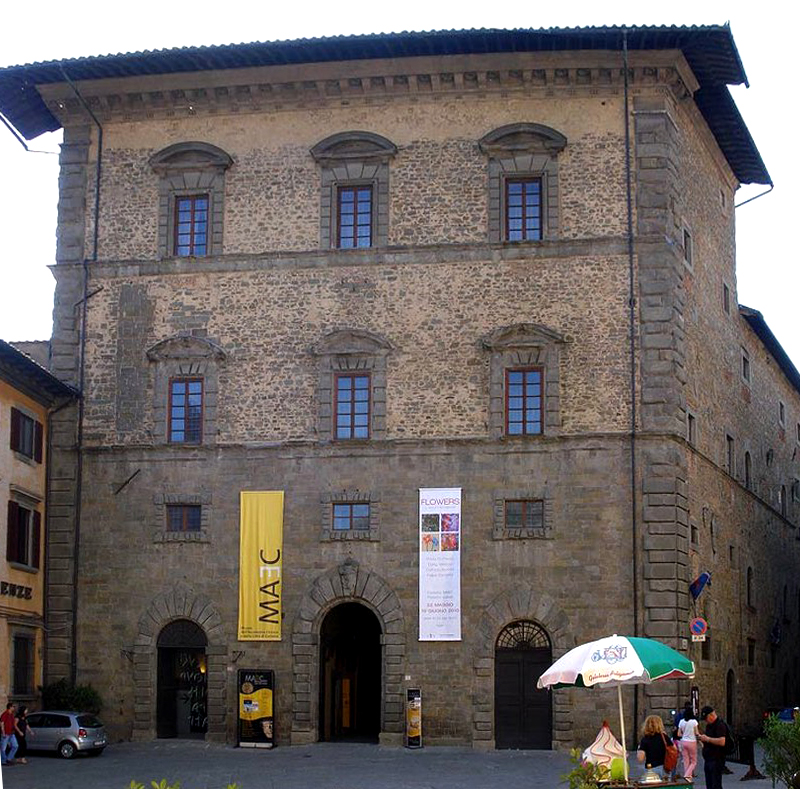
Cortona, Palazzo Casali, sede del Museo dell'Accademia Etrusca

La famiglia Casali fu una delle principali casate di Cortona nel tardo medioevo, protagonista di una lunga e significativa signoria cittadina fra il 1325 e il 1409, caratterizzata da un'intensa attività politica, militare e diplomatica nell'Italia centro-settentrionale.

## Origini
Le origini della famiglia sono oggetto di discussione tra genealogisti e storici. Cronisti cinque-secenteschi ricondussero i Casali a origini tedesche o friulane per nobilitarne il lignaggio, ma la storiografia attuale concorda sull’origine locale, da Casal di Montagna, nei pressi di Cortona, in Val di Minimella.
Il primo documento certo che attesta la presenza della famiglia risale al 1217, quando un Rainerius de Casale appare come arbitro in una disputa fra il comune di Cortona e i marchesi di Petrella, segno di un precoce ruolo di mediazione tra la città e la nobiltà feudale locale.
Il toponimo «Casale» rinvia all’omonimo castello montano, sulla via che collegava Valdichiana e Valtiberina, insieme ai vicini Castel Gherardo e Castel Giudeo.

## Ascesa politica
Come in molte altre città toscane, anche a Cortona il movimento d'immigrazione della piccola nobiltà verso la città si manifestò nei primi decenni del Duecento. Con l’avvento del movimento popolare dopo il 1250 e la successiva divisione della città in terzieri, il quadro politico cortonese si fece sempre più complesso, con frequenti alternanze di fazioni, esili e ritorni.
La figura di spicco dell’ascesa dei Casali fu Uguccio Casali, detto il Vecchio, il quale divenne uomo di fiducia del vescovo di Arezzo, Guglielmino degli Ubertini, rafforzando così la posizione della famiglia sia sul piano politico sia su quello personale. Dopo una serie di eventi tumultuosi (tra cui la cacciata dei fuorusciti ghibellini senesi nel 1273 e il successivo periodo di torbidi interni), Uguccio e i suoi discendenti consolidarono progressivamente la loro influenza nella città.
A partire dal 1323, di fronte alla minaccia di una riscossa magnatizia e alla necessità di rompere i legami di subordinazione con l’episcopato aretino, si aprì per i Casali la strada verso la signoria.

## La Signoria Casaliana (1325–1409)
La signoria dei Casali prese forma in un contesto di forti tensioni tra opposti gruppi magnatizi e fu favorita da una serie di eventi straordinari: la crisi economica, la minaccia delle compagnie di ventura e l'esigenza di affrancamento dalla dipendenza ecclesiastica da Arezzo.
Il momento decisivo fu la sollevazione popolare del 30 novembre 1323 ("rumore di sant’Andrea"), quando Ranieri e Uguccio Casali guidarono il popolo alla cacciata dei magnati avversari. Da allora i Casali occuparono le principali cariche cittadine, fino alla formale elezione di Ranieri Casali a dominus generalis a vita nel 1325. La signoria fu caratterizzata, almeno nella fase iniziale, da una sorta di diarchia familiare tra Ranieri e il fratello Uguccio.

### Rapporti con il papato, l’Impero e le grandi città
La nascita della signoria fu favorita dal nuovo assetto politico imposto da papa Giovanni XXII, che nel 1325 istituì la diocesi cortonese, separandola da Arezzo, e incoraggiò una politica filopapale. La famiglia Casali seppe poi mantenere abilmente un equilibrio tra le varie potenze regionali: Firenze, Siena, Perugia, e, in misura minore, Milano. Tale politica di equilibrio e, talvolta, di opportunismo, si rivelò però un'arma a doppio taglio, esponendo la signoria a pressioni esterne sempre più forti.
Nel corso del Trecento, i Casali consolidarono la propria posizione attraverso una fitta rete di alleanze matrimoniali e politiche con importanti casate dell’Italia centrale e settentrionale: Castracani, Montefeltro, Santafiora, Varano, Ubaldini, Salimbeni, da Polenta, Brancaleoni, Trinci, e altre ancora. Questa strategia diede alla famiglia un orizzonte politico ben più ampio rispetto alla sola Cortona.

### Crisi e declino
La storia della signoria casaliana ripercorre, in scala minore, le tipiche vicende delle signorie italiane dell’epoca: tradimenti, complotti, guerre intestine, passaggi di compagnie di ventura e, in più occasioni, epidemie di peste che colpirono duramente la famiglia stessa.
Nel tardo Trecento e nei primi anni del Quattrocento, la signoria fu segnata dalle figure controverse di Uguccio Urbano e di Aloigi Battista Casali, i cui governi, violenti ed efferati, contribuirono ad alienare alla famiglia il consenso cittadino e ad attirare la damnatio memoriae anche da parte dei nuovi dominatori. Nel 1409, con la cacciata dell’ultimo Casali, la signoria giunse al termine, e Cortona passò sotto il controllo diretto della Repubblica di Firenze.

## Signori di Cortona
La famiglia ebbe la signoria di Cortona, dal 1325 al 1409:
- Ranieri (1325–1351)
- Bartolomeo (1351–1363)
- Francesco I (1364–1375)
- Nicola Giovanni (1375–1384)
- Uguccione Urbano (1384–1400)
- Francesco II (1400–1407)
- Aloigi Battista (1407–1409)

## Altri esponenti illustri
- Uguccio I Casali (?–1280?), podestà
- Guglielmo Casali (XIV secolo), vicario imperiale
- Uguccio II Casali (XIV secolo), vicario imperiale e capitano del popolo
- Jacopo Casali (XIV secolo), condottiero
- Ranieri III Casali (?–1363), cavaliere gerosolimitano
- Giambattista Casali (1490–1536), vescovo di Belluno

## Rami della famiglia

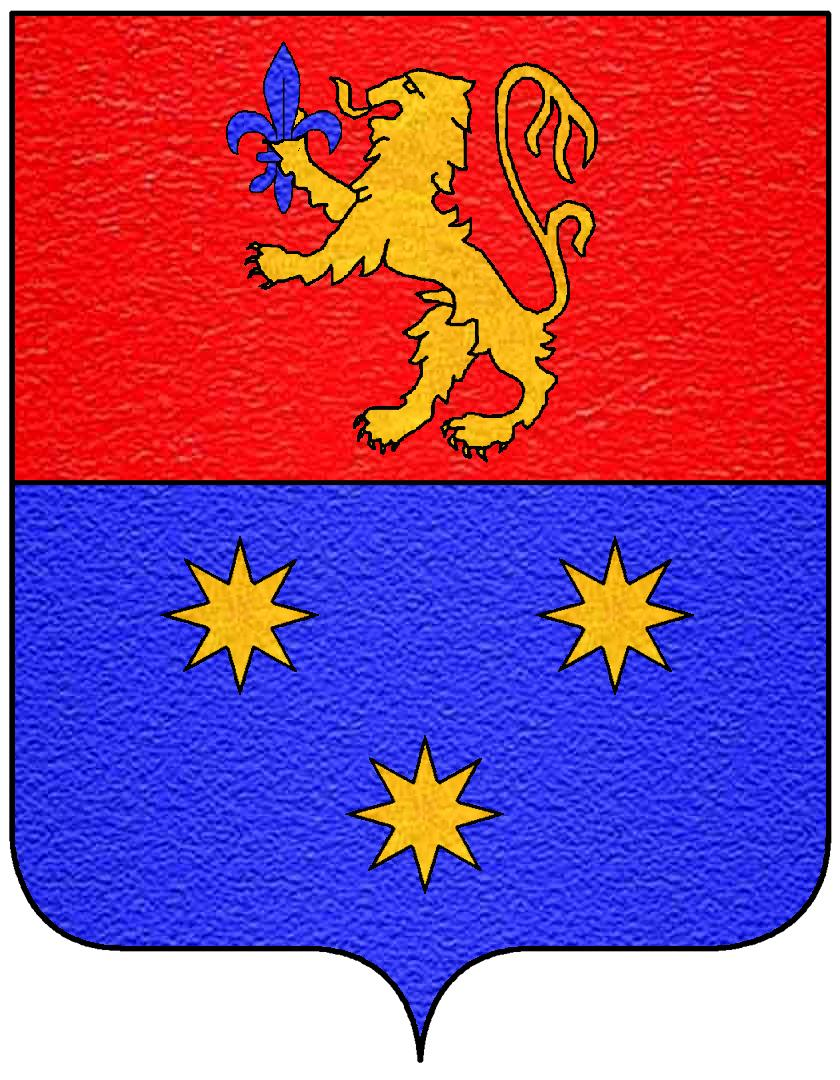
Stemma Casali di Bologna

- Casali di Modena
- Casali di Piacenza
- Casali di Bologna
- Ramo senatorio, estinto nel 1604

## Altre famiglie Casali
- Casali di Mantova
- Casali di Ferrara
- Casali di Udine
- Casali di Cesena
- Casali o Casale di Roma